# Emesis glaucescens
Emesis glaucescens is een vlindersoort uit de familie van de prachtvlinders (Riodinidae), onderfamilie Riodininae.
Emesis glaucescens werd in 1929 beschreven door Talbot.